# Anton Hegarty
Anthony Hegarty, detto Anton (Derry, 14 dicembre 1892 – Rugby, 10 agosto 1944), è stato un mezzofondista britannico.

## Carriera
Assieme ai compagni di nazionale James Wilson e Alfred Nichols vinse la medaglia d'argento nella corsa campestre a squadre ai Giochi Olimpici di Anversa 1920.

## Palmarès
- Giochi olimpici

Anversa 1920: argento nella corsa campestre a squadre.